# Hindersprövning
Hindersprövning är en i Sverige lagstadgad undersökning som måste göras innan två personer får gifta sig. Hinder föreligger om någon av de båda är underårig eller redan gift eller om de båda är nära släkt. Om man är släkt i rakt upp- eller nedstigande led har man inte rätt att gifta sig. Halvsyskon har dock rätt att gifta sig, efter tillstånd från länsstyrelsen. Kusiner har rätt att gifta sig utan särskilt tillstånd. 
Hindersprövning görs hos Skatteverket. När hindersprövningen är klar får man ett intyg om hindersprövning, som är giltigt i fyra månader.